# 破幽夢孤雁漢宮秋
《漢宮秋》，全名《破幽夢孤雁漢宮秋》，是元曲四大家之一馬致遠的雜劇作品，被後人推崇是元第一雜劇。

## 劇情簡介
《漢宮秋》共四折一楔子。
題目正名：
沉黑江明妃青塚恨
破幽夢孤雁漢宮秋
馬致遠根據漢書及後漢書中，漢朝宮女王昭君被派往匈奴和親為故事主軸，再另虛構了一些情節。

### 楔子
漢元帝認爲天下太平，命毛延壽選宮女。

### 第一折
奸臣毛延壽因求賄不遂，醜化王昭君的畫像。後來漢元帝見到王昭君，封其為明妃。

### 第二折
毛延壽事發叛國，引匈奴兵犯境索要王昭君。滿朝文武束手無策，面對漢元帝的質問，只勸漢元帝送王昭君與匈奴。

### 第三折
漢元帝送昭君往匈奴和番。王昭君在番漢交界的黑江處投江自盡。匈奴單于將造釁者毛延壽送回漢朝處置。
本折曲詞頗爲悲壯。

### 第四折
漢元帝思念昭君，在夢中見到昭君歸來，卻又被雁叫聲驚醒。最終在雁叫聲中不勝悲涼。

## 角色
沖末：番王
淨：毛延壽
正末：漢元帝
正旦：王嬙
外：尚書

## 評價
《漢宮秋》成功塑造了漢元帝、王昭君、毛延壽、番王呼韓邪單于、尚書令五鹿充宗、番王使者等人物鮮明的形象，並反映了元滅金、滅宋的歷史轉折時期朝內與民族的矛盾，表現了愛國主義的思想傾向。